# Zhangheotheriidae
Os Zhangheotheriidae são uma família de mamíferos extintos, da superfamília Spalacotherioidea, e grupo dos Symmetrodonta.

## Taxonomia
- Família Zhangheotheriidae Rougier, Ji e Novacek, 2003
  - Zhangheotherium Hu, Wang, Luo e Li, 1997
    - Zhangheotherium quinquecuspidens Hu, Wang, Luo e Li, 1997

  - Maotherium Rougier, Ji e Novacek, 2003
    - Maotherium sinensis Rougier, Ji e Novacek, 2003